# حریم شخصی
حریم شخصی یا حریم خصوصی (به انگلیسی: Privacy) یعنی فضای مادی یا معنوی مخصوص به هر شخص که می‌خواهد از دخالت غیر معقول و بدون اجازه دیگران در امان باشد.
با شروع دهه ،۱۹۲۰ دادگاه‌های آمریکا به موضوع حریم خصوصی توجه نشان دادند. این امر با پرونده اولمستد علیه ایالت متحده Olmstead v. United States در دیوان عالی آمریکا آغاز شد، پرونده ای که دیوان معتقد بود شنود مستلزم اخذ حکم بازرسی نیست زیرا متضمن تجاوز فیزیکی به حریم خصوصی نیست. حدوداً ۴۰ سال بعد در سال ۱۹۶۰ همان دیوان در پرونده گریزولد علیه کنتیکت Griswold v. Connecticut حکم داد که روابط زناشویی بین زوجین، حقی اساسی مربوط به حریم خصوصی است که قدمت بیشتری از منشور حقوق دارد.
حریم شخصی گاه مربوط به ناشناس بودن، یعنی تمایل به گمنام یا دور ماندن از عرصه عمومی است. انواع مختلفی از حریم نظیر حریم شخصی مالی، حریم شخصی سلامتی، حریم شخصی برخط و حریم شخصی اطلاعاتی تعریف شده است. درجهٔ شخصی یا خصوصی بودن اطلاعات به این بستگی دارد که عموم مردم چگونه این اطلاعات را دریافت و با آن برخورد خواهند کرد؛ که خود موضوعی است که به نوبهٔ خود به شرایط زمانی و مکانی وابسته است. مفهوم حریم شخصی بر مفهوم امنیت نیز تأثیر می‌گذارد؛ برای مثال، از موضوع سوءاستفاده گرفته تا امنیت اطلاعات. حریم شخصی همچنین می‌تواند به معنای حق بر بدن باشد.
حق مصونیت از تعرض حکومت، شرکتها، یا افراد به حریم شخصی در بسیاری از کشورها تحت عنوان قوانین حفظ حریم شخصی وجود دارد و در برخی موارد در قانون اساسی آن‌ها آمده است. البته تقریباً همه کشورها قوانینی دارند که به نوعی دایره حریم شخصی را محدود می‌کند؛ مثل قانون مربوط به مالیات، که معمولاً به اطلاعات مربوط به سود یا درآمد شخصی نیاز دارد. گاه ممکن است حریم شخصی فردی در تضاد با قوانین آزادی بیان باشد. گاه برخی قانون‌ها موجب افشای عمومیِ اطلاعاتی می‌شوند که در کشورها و فرهنگ‌های دیگر، خصوصی تلقی می‌شوند.
حریم شخصی از منظر فرهنگی امری کاملاً نسبی است؛ یعنی به فرهنگ جامعه بستگی دارد که آن هم تحت تأثیر اقتصاد و فناوری است.
گاه افراد اطلاعات شخصی خود را داوطلبانه افشا می‌کنند؛ مثلاً برای به‌دست‌آوردن منفعت، به‌منظور تبلیغات، هنگام شرکت در مسابقه‌ها و قرعه‌کشی‌ها، و غیره. افشای اطلاعات شخصی گاه منجر به سوءاستفاده از آن توسط دیگران و دزدی هویت می‌شود.

## عناصر حریم خصوصی

### خصوصی‌بودن
این عنصر در ذات حریم خصوصی نهفته است؛ چون در غیر این صورت عمومی خواهد شد.

### آزادی از محدودیت‌های حقوقی
دیگر عنصر حریم خصوصی این است که در آن، انسان از قوانین و محدودیت‌های فقهی و حقوقی آزاد است و می‌تواند بر اساس نوع سلیقه و پسند خویش عمل کند. البته این به معنای وجود نداشتن تکلیف فقهی در حریم خصوصی نیست؛ زیرا انسان در همه‌جا تکلیف دارد.

### استقلال انحصاری در تصمیم‌گیری
حریم خصوصی چون محیطی است مربوط به شخص، طبیعی است که عواقب کارهایی که در آنجا صورت می‌گیرد، گریبان صاحب آن را خواهد گرفت. بر این اساس، هرگونه تصمیم‌گیری در حریم خصوصی منحصراً در اختیار فرد است.

### عدم دخالت در حریم شخصی
چون حریم خصوصی مربوط به شخص است و او خود مستقلاً حق تصمیم‌گیری در مورد آن را دارد، بدیهی است که هیچ فرد حقوقی یا حقیقی دیگری حق نظارت بر آن یا دخالت در آن را نخواهد داشت.

### پنهانی بودن آن و نداشتن جواز ورود به آن یا اطلاع از آن، بدون اجازه
محیط حریم خصوصی محرمانه تلقی می‌شود و هرنوع سرک‌کشیدن به آن یا اطلاع‌یابی از آن، منوط به کسب مجوز از صاحب آن خواهد بود.

## لایه‌های مختلف حریم خصوصی
لایه اول حریم خصوصی شامل امور جسمانی و نفسانی فرد است که شامل خاطرات او نیز می‌شود. در این لایه هر امر دیگر که مقابل آن باشد، «عمومی» تلقی می‌شود. لایه دوم حریم خصوصی روابط خانوادگی فرد را دربرمی‌گیرد که از شخصی‌بودن فرد گذر می‌کند و بخشی از روابط اجتماعی او را نیز شامل می‌شود. در مقابل این لایه، روابط اجتماعی وسیع‌تر و نیز فعالیت‌های دولت قرار دارد که «عمومی» تلقی می‌شود. در لایه سوم، همه روابط اجتماعی فرد بخشی از حریم خصوصی او تلقی می‌شود. این لایه می‌تواند شامل روابط دوستی، شغلی، سکونتی، اقتصادی، تفریحی و هر فعالیت دیگری باشد که توسط فرد در اجتماع صورت می‌گیرد. مقابل این معنا در لایه سوم تنها فعالیت‌های دولت قرار دارد که «عمومی» خوانده می‌شود.

## انواع حریم شخصی
حریم شخصی در حوزه‌های مختلف معانی خاصی به خود می‌گیرد. هر فرد، شرکت، فرهنگ، یا کشور تعریف خاصی از حریم شخصی دارد.

### حریم شخصی جسمانی
حریم شخصی جسمانی را می‌توان جلوگیری از وارد شدن فردی مزاحم به خلوت فردی دیگر تعریف نمود.

### حریم شخصی اطلاعاتی
حریم شخصی اطلاعاتی یا داده‌ای (یا حفاظت داده‌ها)، رابطه‌ای است بین جمع‌آوری و توزیع داده‌ها، فناوری، انتظار عمومی از حریم شخصی و مسائل قانونی و سیاسی در ارتباط با آن‌ها است.
نگرانی‌ها در مورد حریم شخصی هنگامی بروز می‌کند که جمع‌آوری و نگهداری دیجیتال یا غیردیجیتال داده‌ها و اطلاعاتی باعث شود فردی به‌صورت خاص شناسایی شود. ریشه و اساس مشکلات در زمینه حریم شخصی مربوط به افشاگری نامناسب و بدون کنترل داده‌های شخصی است.
مشکلات حریم شخصی اطلاعاتی در حقیقت مربوط به منابع مختلف و متنوع موجود متشکل از داده‌ها و اطلاعات می‌باشد. از جمله این منابع می‌توان به موارد زیر اشاره کرد:
- بایگانی پزشکی (بایگانی مختص اطلاعات سلامت فردی)
- بایگانی جرایم
- بایگانی جغرافیایی و محل زندگی
- نژاد و قومیت‌ها
- خدمات مبتنی بر موقعیت مکانی
- و موارد دیگر

چالش اصلی در حفظ حریم شخصی آنجایی مطرح می‌شود که در حین توزیع و به اشتراک‌گذاری داده‌های مختلف بتوان از حفاظت اطلاعاتی که شخص خاصی را بازمی‌شناساند، اطمینان حاصل کرد.

### حریم خصوصی در محل کار
بسیاری از حقوقدانان بر این باورند که کارکنان در محیط کار حریم خصوصی چندانی ندارند. مبنای این عقیده این است که قانون این موضوع را پذیرفته که کارفرما چگونه و چه زمانی اختیار نظارت بر مستخدم و فعالیتهای شغلی را داشته باشد. این موارد عبارتند از سامانه ردیابی وسایل نقلیه شرکت، کنترل و نظارت تلفن و کامپیوتر شرکت و نیز نظارت صوتی و تصویری به‌طور سراسری در کسب وکارها. به دیگر سخن، وقتی که مستخدمی حقوق دریافت می‌کند و از وسایل و منابع و امکانات شرکت استفاده می‌کند، قانون نظارت کارفرما بر کارکنان خود را مورد حمایت قرار می‌دهد.

## بسترهای نقض حریم خصوصی در فضای اینترنت

### ناشناخته‌ماندن
در فضای مجازی امکان ناشناخته‌ماندن وجود دارد. این ناشناخته‌ماندن به صورت توأمان می‌تواند هم فرصت و هم تهدید باشد. از سویی فردی که ناشناخته بماند در حقیقت فردی جدید یا هویتی متفاوت برای خود اختیار می‌کند، تا حریم خصوصی او مصون بماند. از سوی دیگر همین فرد می‌تواند تهدیدی برای دیگر کاربران اینترنتی باشد.

### آنلاین‌بودن
میل شدید و روزافزون کاربران برای آنلاین بودن و انجام کارهای شخصی خود در محیط مجازی این فضا را به‌عنوان محملی مناسب برای نقض حریم خصوصی بدل می‌کند.

### انحصار
بستر دیگر نقض حریم خصوصی، انحصار خدمات‌رسانی در اینترنت است. شرکت‌های انحصارگر خدمات اینترنت با وضع قواعد پیچیده حریم خصوصی را نقض می‌کنند.

### نقض حریم خصوصی سایبر از سوی دولت‌ها
دولت‌ها می‌توانند یک ناقض بزرگ حریم خصوصی در فضای مجازی شناخته شوند.

### شرکت‌ها و کسب درآمد از حریم افراد
شرکت‌های مختلفی در جهان هستند که یکی از منابع درآمدشان همین نقض حریم خصوصی یا استفاده از اطلاعات شخصی است.

### هکرها
هکرها با انگیزه‌های مختلف از انگیزه‌های شرافتمندانه گرفته تا کسب پول، به نقض حریم خصوصی افراد اقدام می‌کنند.